# Clotario IV
Clotario IV (o Chlotar, Clothar, Clotaire, Chlotochar, o Hlothar) (murió 719), fue un rey de Austrasia entre 717 y 719, fue instalado en el trono por el mayordomo de palacio Carlos Martel. Sus orígenes no son conocidos y no se puede asegurar que fuera merovingio, pero varios historiadores le dan por hijo de Teoderico III.
Principalmente es lo que se deduce del historiador alemán Karl August Eckhardt después de haber analizado todos los testimonios tardíos que proponen una filiación para Clotario IV.
Durante una guerra civil que casi destruyó el reino franco, el mayordomo y el rey neustrianos se opusieron al mayordomo austrasiano Carlos Martel. En 717, los neustrianos son derrotados en la Batalla de Vincy y Carlos volvió a Colonia para vencer a Plectruda y Teodoaldo, sus otros oponentes. Después de derrotar a aquellos, proclamó a Clotario rey, en oposición a Chilperico II de Neustria. El año siguiente, Carlos derrotó a Chilperico en Soissons y el mayordomo neustriano, Ragenfrid, huyó del campo de batalla. Chilperico se escondió en Gascuña, bajo la protección de Odón el Grande, Duque de Aquitania. Amenazado por Martel, Odón le dio al rey, quien asumió y aceptó la autoridad de Martel en todos los reinos francos: Neustria, Austrasia, y Borgoña. Después de esto, sin necesidad de su rey propio, Martel cesó de apoyar al pretendiente Clotario y el rey austrasiano desapareció de la historia. Por todo su breve reino, Clotario fue una marioneta de Martel, un verdadero rey holgazán. 